# Kiran Mazumdar-Shaw
Kiran Mazumdar-Shaw, född Kiran Mazumdar 23 mars 1953 i Bangalore Indien, är en indisk företagsledare. Hon är grundare till bioteknikföretaget Biocon.

## Biografi
Mazumdar-Shaw utbildade sig till zoolog. och 1970 inom bryggeribranschen i Australien Hon erhöll titeln bryggerimästare som Indiens första kvinna. Denna titel har även hennes far erhållit. När hon kom tillbaka till Indien visade det sig att bryggerierna inte vill anställa en kvinna..Vid 25 års ålder startade Mazumdar-Shaw företaget Biocon.
Hennes företag Biocon börsnoterades 2003 och Mazumdar-Shaw ägde år 2005 39 procent av aktierna i företaget. Mazumdar-Shaws make äger också aktier i företaget. Under 2005 var Mazumdar-Shaw Indiens rikaste kvinna och femtonde rikaste personen med sin förmögenhet på 3,5 miljarder kronor. Själv ser hon sig som välståndsskapande entreprenör.
Mazumdar-Shaw blev 2006 invald som ledamot i den svenska Kungliga Ingenjörsvetenskapsakademien.

## Biocon
Biocon är det branschledande företaget i Indien när det kommer till bioteknik. Från början fokuserade företaget på enzymer som skulle göra kött mörare samt få längre hållbarhet på fruktdrycker. Produktionen började i ett garage i Mazumdar-Shaws hemstad Bangalore 1978. Enzymen utvann hon ur papaya och fiskgälar. Idag producerar företaget mest läkemedel där kolesterolsänkande preparat, cancerläkemedel och insulin är storsäljarna. Företaget är mest känt för att utvecklat ett insulin som är drickbart. 2006 hade företaget 2000 anställda. Biocon har två dotterbolag, det ena heter Synagene.
Biocon har sedan 2005 ett samarbetsavtal med Karolinska Institutet i Stockholm.

## Källförteckning
1. 1 2 3 4 5 6 7  ”Indisk bioteknikjätte - succé mot alla odds - DN.SE” (på svenska). DN.SE. http://www.dn.se/ekonomi/indisk-bioteknikjatte-succe-mot-alla-odds/. Läst 16 april 2016.
2. 1 2 3 4 5  ”Går sin egen bioteknikväg”. SvD.se. http://www.svd.se/gar-sin-egen-bioteknikvag. Läst 16 april 2016.
3. ↑  School, Hult International Business. ”Hult lanserar Visionary Speaker Series”. www.prnewswire.com. http://www.prnewswire.com/news-releases/hult-lanserar-visionary-speaker-series-232458421.html. Läst 16 april 2016.
4. ↑  ”Nya globala strömningar gynnar svensk kompetens”. Mynewsdesk. Arkiverad från originalet den 27 april 2016. https://web.archive.org/web/20160427175244/http://www.mynewsdesk.com/se/pressreleases/nya-globala-stroemningar-gynnar-svensk-kompetens-110888. Läst 16 april 2016.
5. ↑  ”Indisk bioteknikjätte vill samarbeta med Sverige”. Ny Teknik. http://www.nyteknik.se/digitalisering/indisk-bioteknikjatte-vill-samarbeta-med-sverige-6461849. Läst 16 april 2016.
6. ↑  ”Mer indiskt samarbete KI-rektors hopp”. Ny Teknik. http://www.nyteknik.se/digitalisering/mer-indiskt-samarbete-ki-rektors-hopp-6440102. Läst 16 april 2016.